# Sibirisk kransveronika
Sibirisk kransveronika (Veronicastrum sibiricum) är en grobladsväxtart som först beskrevs av Carl von Linné, och fick sitt nu gällande namn av Francis Whittier Pennell. Enligt Catalogue of Life och Dyntaxa ingår Sibirisk kransveronika i släktet kransveronikor och familjen grobladsväxter. Det är osäkert om arten förekommer i Sverige.

## Underarter
Arten delas in i följande underarter:
- V. s. yezoense
- V. s. zuccarinii